# Девет Југовића
Девет Југовића су митски јунаци српских епских песама преткосовског и косовског циклуса. По усменом народном предању они су били синови Југ Богдана и браћа кнегиње Милице.

## Легенда
Постоји више навода о њиховим именима. У више песама се јављају имена тројице, Бошка, барјактара у Косовском боју, затим Дамјана и Војина. По једној од верзија имена браће Југовића су била Војин, Миљко, Марко, Љубодраг, Радмило, Бошко, Стојан, Веселин и Власкоје-Дамјан С друге стране, у једном од записа песме Зидање Раванице се спомињу Петар, Никола и најмлађи Момир.
У песми преткосовског циклуса Зидање Раванице су представљени у негативном светлу јер присвајају благо намењено градњи манастира. У Горњој Брњици код Приштине, код сеоске цркве Светог Петра и Павла, постоји 10 гробова за које се верује да припадају Југовићима.
...девет Југовића

Све царево продадоше пиво,

И цареву хазну затомише,

И надницу лаку оставише,

А надницу по једну асприцу,

Напојницу по једну чашицу;

Не светкују петку ни неђељу,

Ни Илију, који громом бије,

Ни Марију, која муњом пали.
У песмама косовског циклуса (као нпр. у песмама Косовски бој и Смрт мајке Југовића) се истиче трагична погибија Југ Богдана и његових девет синова. Посебно сведочанство народног предања о јуначком крају браће Југовића се налази у песми Слуга Милутин где слуга одговара царици Милици:
А Југ ти је, госпо, погинуо

у почетку, у боју првоме.

Погибе ти осам Југовића,

ђе брат брата издати не шћеде —

докле гође један тецијаше;

још остаде Бошко Југовићу,

крсташ му се по Косову вија,

још разгони Турке на буљуке,

као соко тице голубове.
У песми Женидба кнеза Лазара спомиње се да су девет Југовића, чувши да српски цар Душан проси од Југ Богда њихову сестру Милицу за свога слугу Лазара, покушали да убију српског цара потегнувши мачеве коврдане, чиме се даје опис имена мачева девет Југовића, али их је Југ Богдан смирио.
Кад зачуше девет Југовића,

поскочише на ноге лагане,

потегоше маче коврдане,

да погубе цара у столици
О снази њиховог култа у српском народу сведоче предања о њиховој наводној заоставштини у виду објеката као што су чесма девет Југовића поред манастира Троноша. и наводни гроб Бошка Југовића у близини Ивањице Код Заострога је брдо Витер, на којем су рушевине старог града, које је локално народно предање (крајем 19. века и раније) приписивало Југовићима. Тако фра Иван Деспот, који је већ прихватио хрватску националну свест, пише: На Витеру моме златили се порушени Југовића двори. И Лазар Томановић спомиње исто предање: ...вити Витер, његова осебина, на ком су остаци старог града, по предању Југовића двори. 
Завет браће Југовића:
Соколови сиви тићи,

Децо моја Југовићи,

Лазар зове, круна иште,

Да идемо на бојиште.

На бојишту сабља чека,

Јел’ вам жао млада века?

Не жалимо млада века,

Јер нас вечна слава чека.

Ти ћеш с нама дико мила,

Ми смо твојих девет крила,

Нек нас виде сред мегдана,

Ко су деца Југ Богдана.